# گوتفرید زمپر
گوتفرید زمپر (آلمانی: Gottfried Semper; زاده ۲۹ نوامبر ۱۸۰۳ – درگذشته ۱۵ مهٔ ۱۸۷۹) یک معمار اهل آلمان بود.